# The Silent and the Damned
Em As Mãos Desaparecidas, romance de Robert Wilson, a personagem Mario Vega, de apenas 7 anos, estás prestes a ver a sua vida mudar para sempre. Numa casa de um subúrbio rico de Sevilha, o pai jaz morto no chão da cozinha e a mãe foi sufocada na sua própria cama. Inicialmente parece tratar-se de um suicídio, mas o inspector-chefe Javier Falcón tem as suas dúvidas, por ter encontrado um enigmático bilhete amarrotado na mão do morto.
Sob o calor brutal do Verão, Falcón inicia a investigação à obscura vida de Rafael Vega e começa a receber ameaças da máfia russa que opera na cidade há algum tempo. A sua investigação aos vizinhos de Vega levam-no a um casal americano com um passado devastador e ao tormento de um actor famoso, cujo único filho se encontra na prisão por um crime terrível. Seguem-se mais dois suicídios – um deles o de um polícia graduado – e um incêndio florestal que alastra pelas colinas de Sevilha. Falcón tem agora de desvendar a verdade, revelando que está tudo ligado e que há mais um segredo na vida sinistra de Rafael Vega.